# Prignac-et-Marcamps
Pour les articles homonymes, voir Prignac (homonymie).
Prignac-et-Marcamps [pʁiɲak e maʁkɑ̃] est une commune du Sud-Ouest de la France, dans le département de la Gironde, en région Nouvelle-Aquitaine.

## Géographie

### Situation
La commune se trouve dans la partie nord du département de la Gironde, avec le département de la Charente-Maritime à 26 km au nord.
Elle est située sur la D.669 entre Blaye à 22 km au nord-ouest, Saint-André-de-Cubzac à 6 km au sud-est et la rive droite de la Dordogne formant sa limite sud,.
La commune fait partie de l'aire d'attraction de Bordeaux et de son unité urbaine. Elle faisait auparavant partie de l'unité urbaine de Saint-André-de-Cubzac absorbée par celle de Bordeaux selon la délimitation de 2020.
Bordeaux est à 31 km au sud.

### Communes limitrophes
Les communes limitrophes sont  Ambès, Bourg, Saint-Gervais, Saint-Laurent-d'Arce, Saint-Vincent-de-Paul et Tauriac.
| Tauriac |                       | Saint-Laurent-d'Arce |
| Bourg   | Prignac-et-Marcamps   | Saint-Gervais        |
| Ambès   | Saint-Vincent-de-Paul |                      |

### Hydrographie
La Dordogne arrose le sud de la commune ; sa confluence avec la rive droite de la Garonne est à 7,7 km en aval. 

Le Moron arrose l'ouest de la commune et se jette dans la Dordogne en rive droite.

### Climat
Pour des articles plus généraux, voir Climat de la Nouvelle-Aquitaine et Climat de la Gironde.
Historiquement, la commune est exposée à un climat océanique aquitain.  
En 2020, Météo-France publie une typologie des climats de la France métropolitaine dans laquelle la commune est exposée à un climat océanique et est dans la région climatique  Aquitaine, Gascogne, caractérisée par une pluviométrie abondante au printemps, modérée en automne, un faible ensoleillement au printemps, un été chaud (19,5 °C), des vents faibles, des brouillards fréquents en automne et en hiver et des orages fréquents en été (15 à 20 jours).
Pour la période 1971-2000, la température annuelle moyenne est de 13,1 °C, avec une amplitude thermique annuelle de 14,2 °C. Le cumul annuel moyen de précipitations est de 896 mm, avec 12,3 jours de précipitations en janvier et 6,6 jours en juillet. Pour la période 1991-2020, la température moyenne annuelle observée sur la station météorologique la plus proche, située sur la commune de Saint-Gervais à 3 km à vol d'oiseau, est de 13,9 °C et le cumul annuel moyen de précipitations est de 824,9 mm,. Pour l'avenir, les paramètres climatiques de la commune estimés pour 2050 selon différents scénarios d’émission de gaz à effet de serre sont consultables sur un site dédié publié par Météo-France en novembre 2022.

### Milieux naturels et biodiversité

#### Natura 2000
La Dordogne est un site du réseau Natura 2000 limité aux départements de la Dordogne et de la Gironde, et qui concerne les 104 communes riveraines de la Dordogne, dont Prignac-et-Marcamps,. Seize espèces animales et une espèce végétale inscrites à l'annexe II de la directive 92/43/CEE de l'Union européenne y ont été répertoriées.

#### ZNIEFF
Prignac-et-Marcamps fait partie des 102 communes concernées par la zone naturelle d'intérêt écologique, faunistique et floristique (ZNIEFF) de type II « La Dordogne »,, dans laquelle ont été répertoriées huit espèces animales déterminantes et cinquante-sept espèces végétales déterminantes, ainsi que quarante-trois autres espèces animales et trente-neuf autres espèces végétales.

## Urbanisme

### Typologie
Au 1er janvier 2024, Prignac-et-Marcamps est catégorisée bourg rural, selon la nouvelle grille communale de densité à sept niveaux définie par l'Insee en 2022.
Elle appartient à l'unité urbaine de Bordeaux, une agglomération intra-départementale regroupant 73  communes, dont elle est une commune de la banlieue,,. Par ailleurs la commune fait partie de l'aire d'attraction de Bordeaux, dont elle est une commune de la couronne,. Cette aire, qui regroupe 275 communes, est catégorisée dans les aires de 700 000 habitants ou plus (hors Paris),.

### Occupation des sols

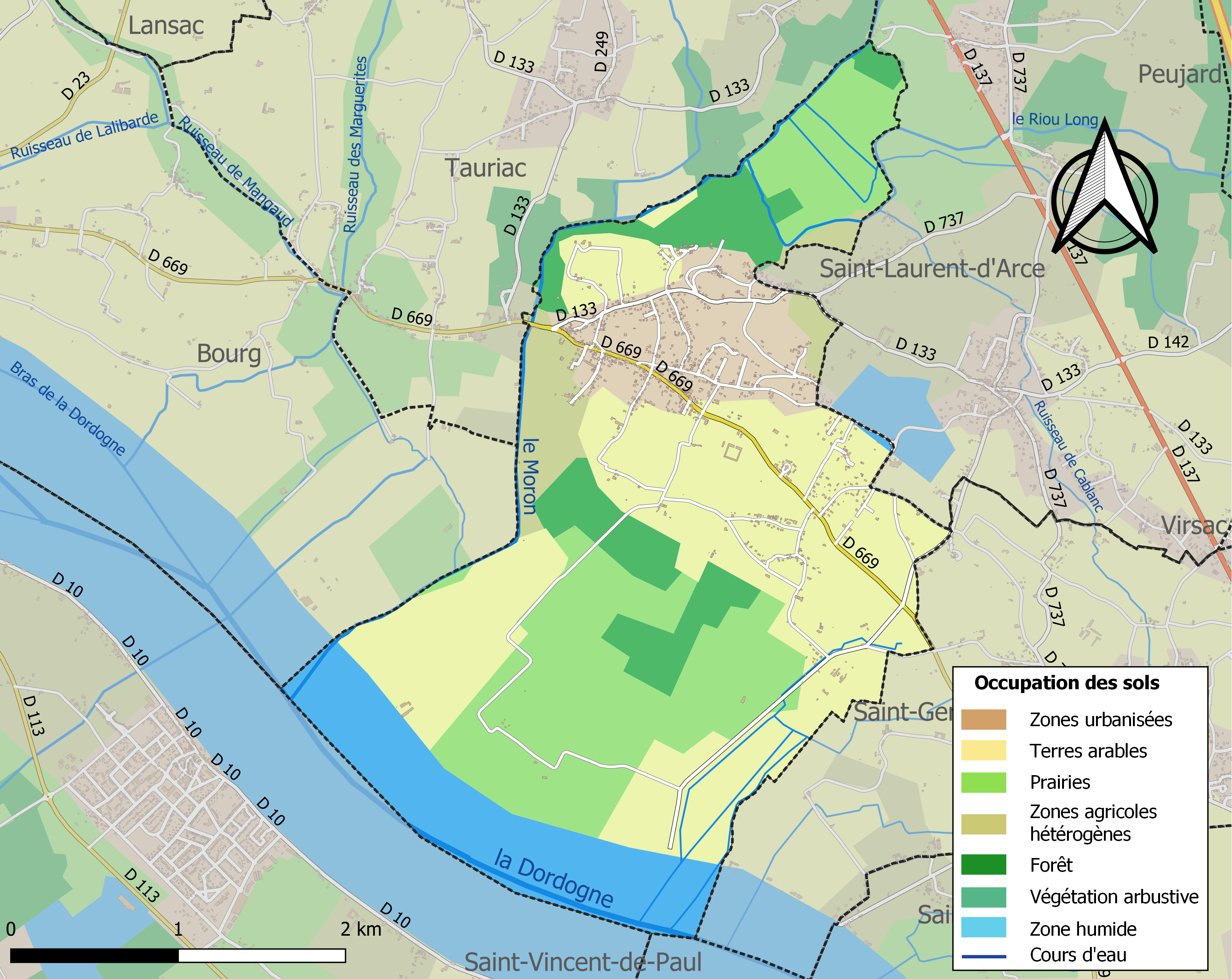
Carte des infrastructures et de l'occupation des sols de la commune en 2018 (CLC).

L'occupation des sols de la commune, telle qu'elle ressort de la base de données européenne d’occupation biophysique des sols Corine Land Cover (CLC), est marquée par l'importance des territoires agricoles (67,4 % en 2018), en diminution par rapport à 1990 (79,8 %). La répartition détaillée en 2018 est la suivante : 
cultures permanentes (32,2 %), prairies (24,5 %), eaux continentales (13,2 %), zones urbanisées (9,9 %), forêts (9,5 %), terres arables (5,8 %), zones agricoles hétérogènes (4,9 %). L'évolution de l’occupation des sols de la commune et de ses infrastructures peut être observée sur les différentes représentations cartographiques du territoire : la carte de Cassini (XVIIIe siècle), la carte d'état-major (1820-1866) et les cartes ou photos aériennes de l'IGN pour la période actuelle (1950 à aujourd'hui).

### Risques majeurs
Le territoire de la commune de Prignac-et-Marcamps est vulnérable à différents aléas naturels : météorologiques (tempête, orage, neige, grand froid, canicule ou sécheresse), inondations, mouvements de terrains et séisme (sismicité faible). Un site publié par le BRGM permet d'évaluer simplement et rapidement les risques d'un bien localisé soit par son adresse soit par le numéro de sa parcelle.
La commune fait partie du territoire à risques importants d'inondation (TRI) de Bordeaux, regroupant les 28 communes concernées par un risque de submersion marine ou de débordement de la Garonne, un des 18 TRI qui ont été arrêtés fin 2012 sur le bassin Adour-Garonne. Les crues significatives qui se sont produites au XXe siècle, avec plus de 6,70 m mesurés au marégraphe de Bordeaux sont celles du 27 décembre 1999 (7,05 m, débit de la Garonne de 700 m3/s), du 13 décembre 1981 (6,85 m, 1500 à 2 000 m3/s), du 19 mars 1988 (6,84 m, 4 000 m3/s), du 7 février 1996 (6,77 m, 1 000 m3/s) et du 28 avril 1998 (6,73 m, 2 700 m3/s). Au XXIe siècle, ce sont celles liées à la tempête Xynthia du 28 février 2010 (6,92 m, 816 m3/s) et du 31 janvier 2014 (6,9 m, 2500 à 3 000 m3/s). Des cartes des surfaces inondables ont été établies pour trois scénarios : fréquent (crue de temps de retour de 10 ans à 30 ans), moyen (temps de retour de 100 ans à 300 ans) et extrême (temps de retour de l'ordre de 1 000 ans, qui met en défaut tout système de protection). La commune a été reconnue en état de catastrophe naturelle au titre des dommages causés par les inondations et coulées de boue survenues en 1982, 1999, 2009 et 2010,.
Les mouvements de terrains susceptibles de se produire sur la commune sont des affaissements et effondrements liés aux cavités souterraines (hors mines) et des éboulements, chutes de pierres et de blocs. Par ailleurs, afin de mieux appréhender le risque d’affaissement de terrain, l'inventaire national des cavités souterraines permet de localiser celles situées sur la commune.

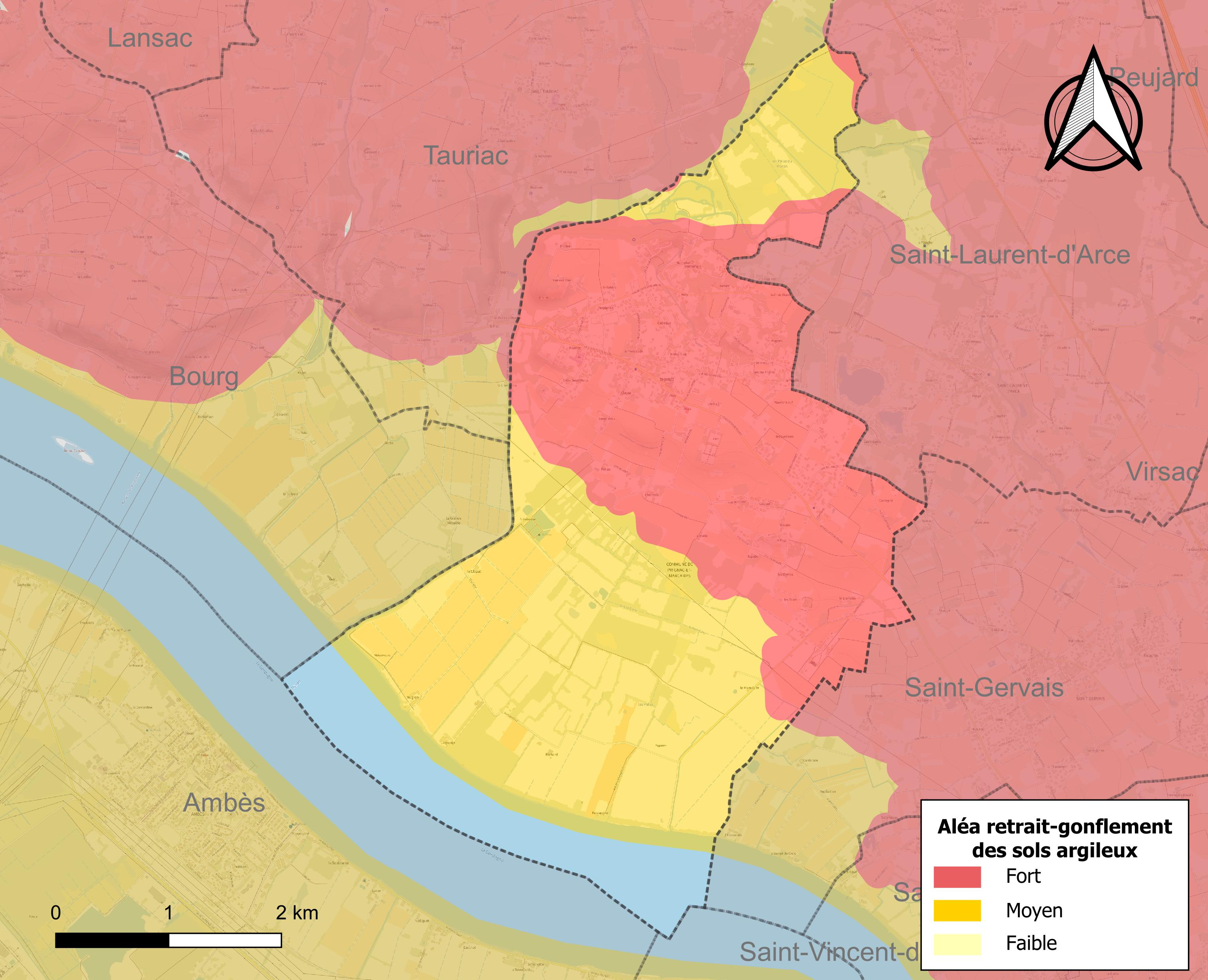
Carte des zones d'aléa retrait-gonflement des sols argileux de Prignac-et-Marcamps.

Le retrait-gonflement des sols argileux est susceptible d'engendrer des dommages importants aux bâtiments en cas d’alternance de périodes de sécheresse et de pluie. 90,1 % de la superficie communale est en aléa moyen ou fort (67,4 % au niveau départemental et 48,5 % au niveau national). Sur les 610 bâtiments dénombrés sur la commune en 2019,  610 sont en aléa moyen ou fort, soit 100 %, à comparer aux 84 % au niveau départemental et 54 % au niveau national. Une cartographie de l'exposition du territoire national au retrait gonflement des sols argileux est disponible sur le site du BRGM,.
Par ailleurs, afin de mieux appréhender le risque d’affaissement de terrain, l'inventaire national des cavités souterraines permet de localiser celles situées sur la commune.
Concernant les mouvements de terrains, la commune a été reconnue en état de catastrophe naturelle au titre des dommages causés par des mouvements de terrain en 1999.

## Toponymie
Le nom de la commune proviendrait, pour la partie Prignac, de l'anthroponyme latin Prinius augmenté du suffixe locatif -ac(um).

Pour la partie Marcamps, l'origine en serait la contraction de l'anthroponyme latin Marcus et du terme latin campus, les « terres », la « ferme » et désignerait donc la ferme de Marcus.
En gascon, le nom de la commune est Prinhac e Marcamps.

## Histoire

### Préhistoire

#### Grotte de Pair-non-Pair
Datant du Paléolithique supérieur et habitée environ 40 000 ans avant le présent, Pair-non-Pair a été découverte en 1881 et est classée au titre des monuments historiques depuis 1900.

Grotte de Pair-non-Pair
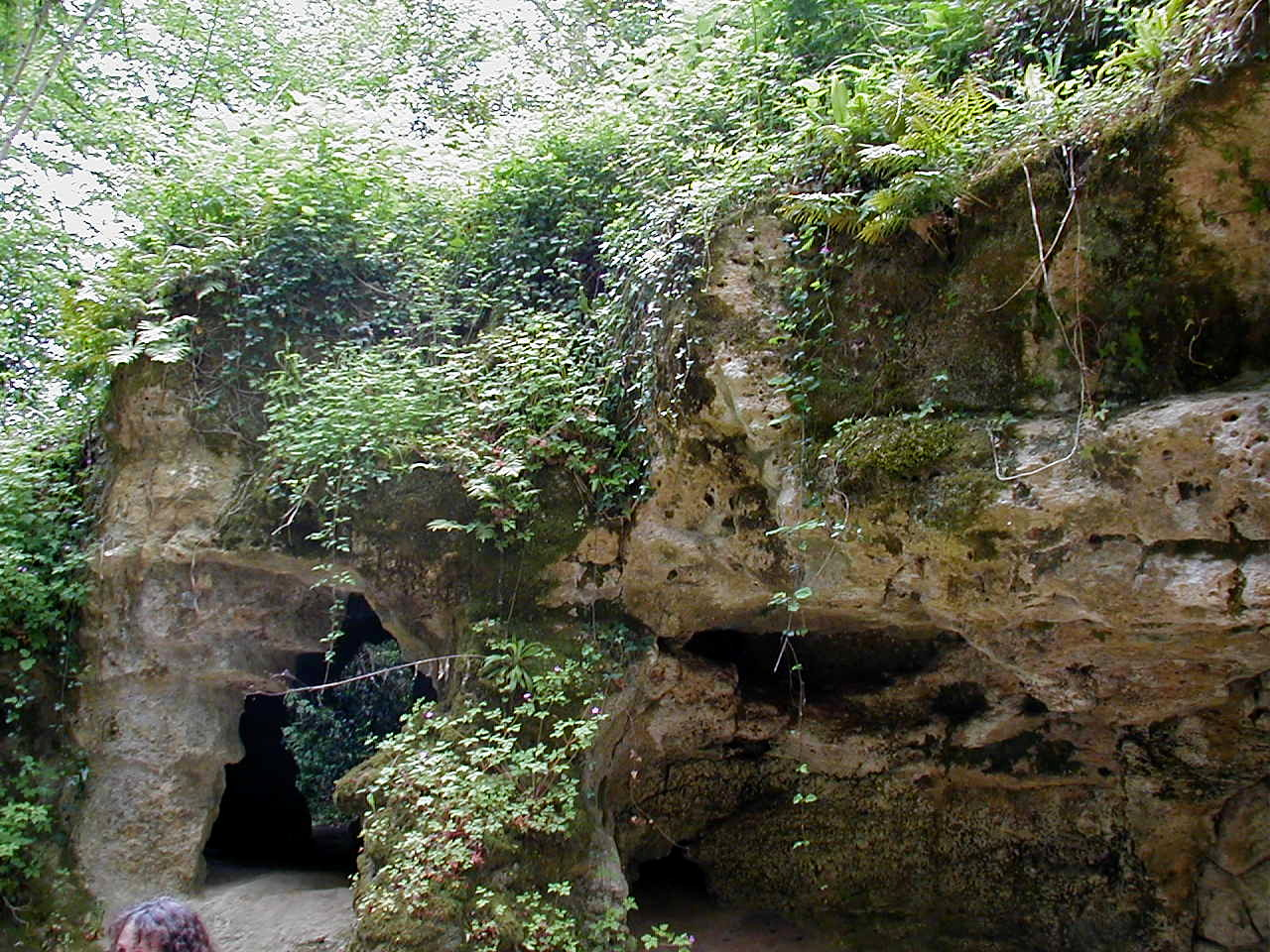
Entrée de la grotte
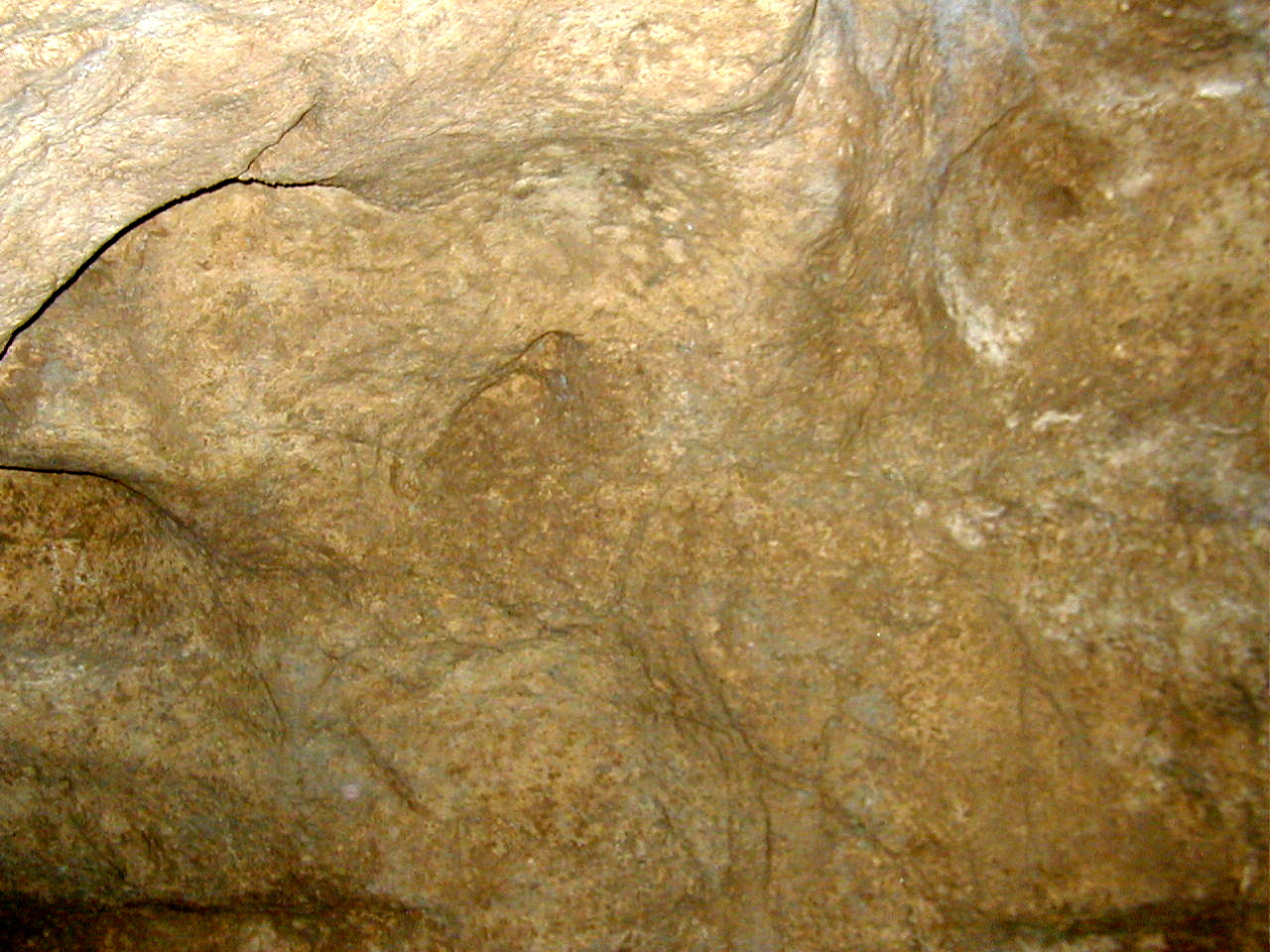
Gravure de mammouth

#### Grotte des Fées
La grotte des Fées de Prignac-et-Marcamps  est découverte en 1873 par F. Daleau, qui la fouille en compagnie de J.-B. Grassies. Elle se trouve près de la grotte de Pair-non-Pair, à la sortie du village de Marcamps, en rive gauche et en haut du massif calcaire qui domine la vallée du Moron,. 

Sa surface est d'environ 40 m2. C'est un gisement préhistorique du « Magdalénien à pointes de Lussac-Angles »,, bien qu'elle présente plusieurs stades du Magdalénien, principalement M. supérieur.
Parmi le mobilier collecté, quatre pièces de la collection Daleau ont peut-être servi comme lampes-brûloirs.
Les premières comparaisons ethnologiques concernant des fours enterrés semblent avoir été effectuées à propos des structures découvertes à la grotte des Fées (de Prignac-et-Marcamps en Gironde) et à la grotte des Scilles (grottes de la Save, Lespugue, Haute-Garonne), en contexte Paléolithique.
Le musée d'Aquitaine (à Bordeaux) abrite une partie du matériel trouvé dans la grotte des Fées.

#### Roc de Marcamps
Il se trouve en contrebas de la grotte des Fées, sur un large talus abrupt qui descend jusqu'à la vallée.
Site du Magdalénien moyen connu pour avoir livré de nombreuses navettes en os,. C'est le seul abri sous roche connu pour avoir livré un « porte-lumière » fait d'une simple plaquette (lampe no 16). Les autres lampes trouvées dans cet abri ont des cupules. L'une d'elles (la no 13) a été utilisée avec du suif de bœuf, trois autres (les nos 1, 5 et 6) avec un corps gras ressemblant à du lard de porc. Une autre encore (la no 2) porte 3 lignes gravées traversant la margelle.

### Moyen-Âge
En 1288, Rose de Bourg, dame de Vayres, Vertheuil et Marcamps, fille de Guitard de Bourg, seigneur de Vertheuil épouse Amanieu VII d'Albret et transmet ensuite ses seigneuries, dont Marcamps, à son fils cadet Bérard Ier de Vayres, qui fonde ainsi une branche de la famille d'Albret au XIVe siècle.
Le 2 mai 1314 fut célébré le mariage de Mathe d'Albret, fille d'Amanieu VII et veuve du dernier vicomte de Tartas, avec Élie Rudel, seigneur de Bergerac, dans l'église Saint-Michel de Marcamps
Au XVe siècle, Bertrand IV de Montferrand, baron de Montferrand et de Langoiran est seigneur de Marcamps.

### Temps modernes
La commune est le résultat de la fusion de trois paroisses : Prignac (sur la route de Blaye), Marcamps (plus au nord, sur les coteaux au-dessus de la vallée du Moron), Cazelle (plus au sud, en descendant vers la Dordogne). Les trois églises existent encore. À cela il faut ajouter l'ancienne chapelle du prieuré de Lurzine, non loin du bourg de Prignac.
À la Révolution, la paroisse Saint-Pierre de Prignac forme la commune de Prignac et son annexe, Saint-Michel de Marcamps, forme la commune de Marcamps. La paroisse Saint-Félix de Cazelles et son annexe, Sainte-Quitterie de Magrigne, forment la commune de Cazelles. En l'an XII, la commune de Cazelles est rattachée à celle de Prignac qui devient Prignac-et-Cazelles. Le 27 février 1965, la commune de Marcamps est rattachée à celle de Prignac-et-Cazelles qui devient Prignac-et-Marcamps.

### XXIesiècle
Le 1er janvier 2016 la commune change de région : l'Aquitaine, à laquelle appartenait Prignac-et-Marcamps, fusionne avec le Limousin et Poitou-Charentes pour devenir la région « Nouvelle-Aquitaine » (cette dernière réunie à la nouvelle région « Occitanie » pour former le « Grand Sud-Ouest français »).

## Politique et administration

### Les maires
| Période                                  | Période      | Identité                  | Étiquette | Qualité                                                               |
| ---------------------------------------- | ------------ | ------------------------- | --------- | --------------------------------------------------------------------- |
| avant 1981                               | ?            | Raymond Prévot            | PS        |                                                                       |
| 18 mars 2001                             | 31 mars 2013 | Max Jean-Jean             | PS        | Conseiller général du canton de Bourg (2004-2013) décédé en fonctions |
| 7 juin 2013                              | 30 mars 2014 | Hervé Granchère (intérim) |           |                                                                       |
| 30 mars 2014                             | juillet 2020 | Michel Gaillard           | DVD       | Retraité                                                              |
| juillet 2020                             | juillet 2021 | Marie-Christine Bouchet   |           |                                                                       |
| juillet 2021                             | octobre 2021 | Jean-Luc Bardeau          |           | maire par intérim                                                     |
| octobre 2021                             | mars 2025    | Francis Bérard            |           |                                                                       |
| mars 2025                                | En cours     | Laury Lefèvre             |           |                                                                       |
| Les données manquantes sont à compléter. |              |                           |           |                                                                       |

## Démographie
Les habitants sont appelés les Prignacais.
L'évolution du nombre d'habitants est connue à travers les recensements de la population effectués dans la commune depuis 1793. Pour les communes de moins de 10 000 habitants, une enquête de recensement portant sur toute la population est réalisée tous les cinq ans, les populations de référence des années intermédiaires étant quant à elles estimées par interpolation ou extrapolation. Pour la commune, le premier recensement exhaustif entrant dans le cadre du nouveau dispositif a été réalisé en 2007.

En 2022, la commune comptait 1 457 habitants, en évolution de +5,27 % par rapport à 2016 (Gironde : +6,91 %, France hors Mayotte : +2,11 %).
| 1793 | 1800 | 1806 | 1821 | 1831 | 1836 | 1841 | 1846 | 1851 |
| ---- | ---- | ---- | ---- | ---- | ---- | ---- | ---- | ---- |
| 272  | 259  | 784  | 446  | 440  | 440  | 466  | 475  | 425  |

| 1856 | 1861 | 1866 | 1872 | 1876 | 1881 | 1886 | 1891 | 1896 |
| ---- | ---- | ---- | ---- | ---- | ---- | ---- | ---- | ---- |
| 425  | 414  | 421  | 406  | 410  | 424  | 423  | 422  | 425  |

| 1901 | 1906 | 1911 | 1921 | 1926 | 1931 | 1936 | 1946 | 1954 |
| ---- | ---- | ---- | ---- | ---- | ---- | ---- | ---- | ---- |
| 462  | 447  | 430  | 389  | 353  | 361  | 359  | 309  | 364  |

| 1962 | 1968 | 1975  | 1982  | 1990  | 1999  | 2006  | 2007  | 2012  |
| ---- | ---- | ----- | ----- | ----- | ----- | ----- | ----- | ----- |
| 410  | 812  | 1 069 | 1 262 | 1 268 | 1 286 | 1 353 | 1 362 | 1 384 |

| 2017  | 2022  | - | - | - | - | - | - | - |
| ----- | ----- | - | - | - | - | - | - | - |
| 1 379 | 1 457 | - | - | - | - | - | - | - |

## Économie
- Viticulture : vignoble des Côtes-de-Bourg

## Culture locale et patrimoine

### Lieux et monuments
Grotte de Pair-non-Pair
Elle est classée monument historique depuis 1900.
Grotte des Fées
Gisement préhistorique du Magdalénien.
Roc de Marcamps
Site du Magdalénien moyen.
 Chapelle de Lurzine
Vestiges d'un prieuré bénédictin du XIIe siècle. Les ruines sont inscrites aux Monuments Historiques en 1925.
- Ancienne église Saint-Pierre de Prignac-et-Marcamps.

Église Saint-Félix de Cazelles
L'église Saint-Félix datait du XIIe siècle. Le 28 janvier 1401, le cardinal François Uguccione prend une ordonnance réunissant le prieuré de Saint-Laurent d'Arces avec l'église Saint-Félix de Cazelles. Entre 1401 et 1870, pas de trace connue de l'église dans les archives. En 1870 l'église est démolie, à l’exception de son abside qui est vendue à un particulier. L'abside est fermée par un nouveau mur de façade et transformée en chapelle funéraire.
La majorité des modillons du chevet datent de la fin du XIIe siècle. La chaire à prêcher et un bénitier de l'ancienne église se trouvent actuellement dans l'église paroissiale.

Église Saint-Félix de Cazelles
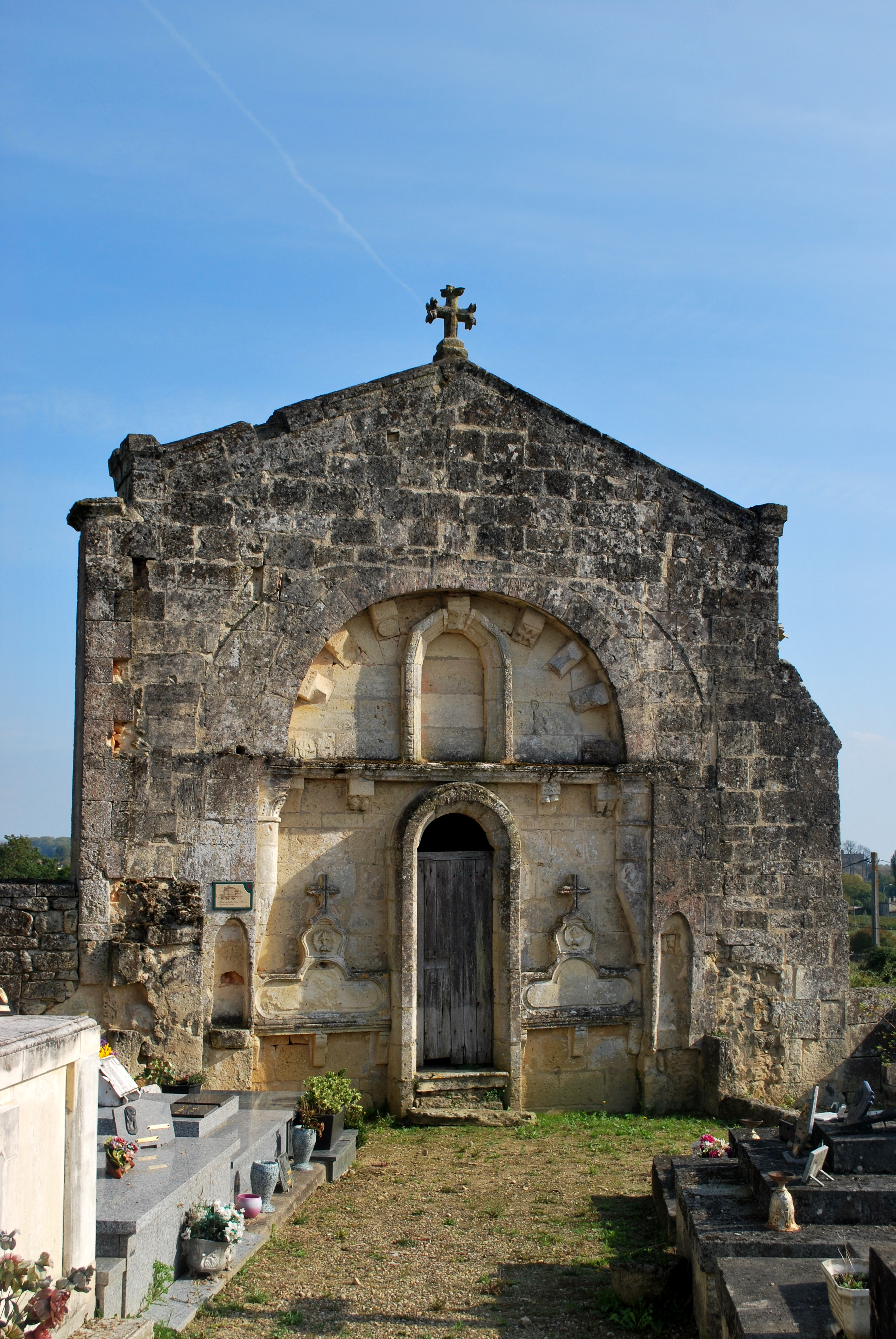
Façade
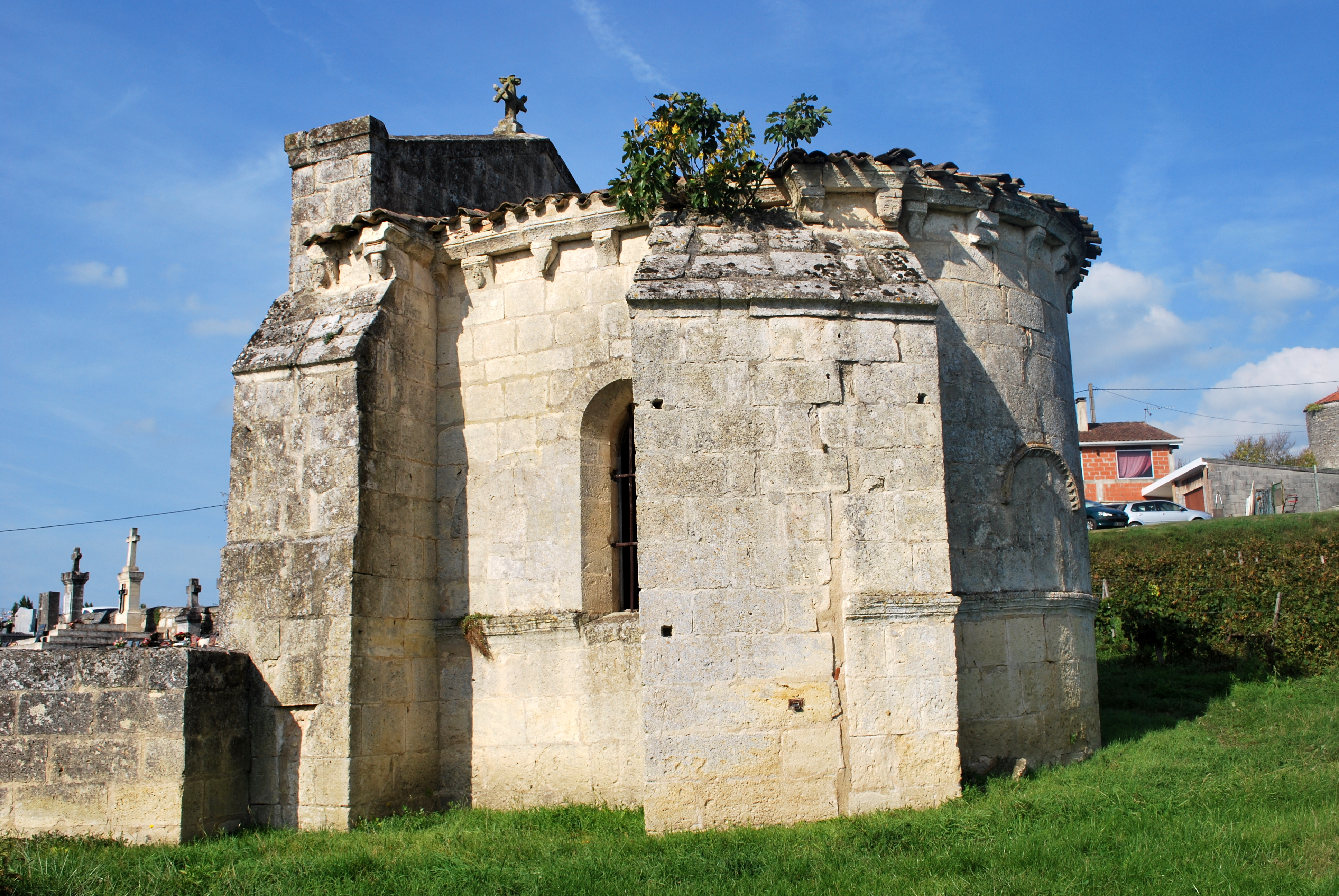
Abside sud
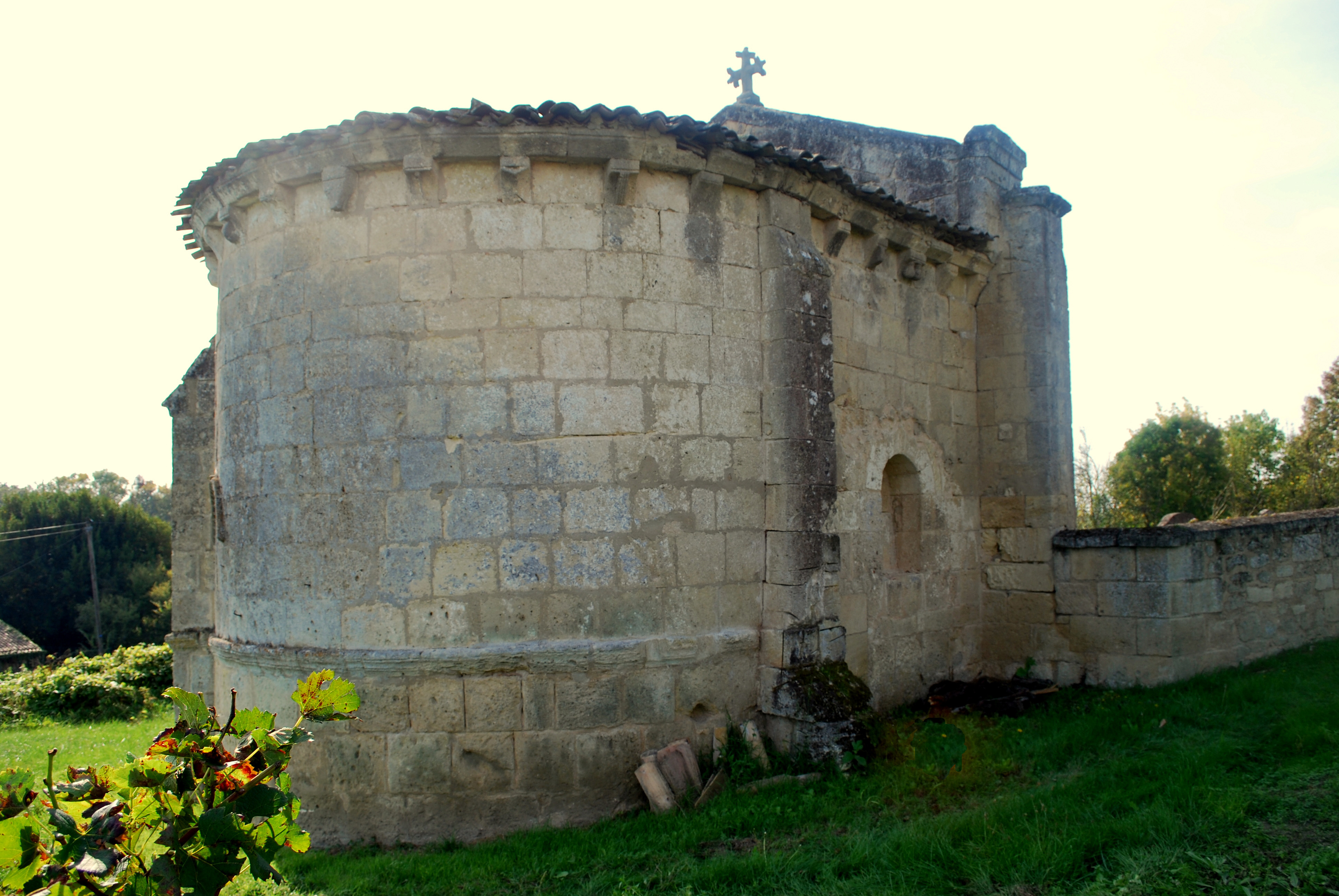
Abside nord
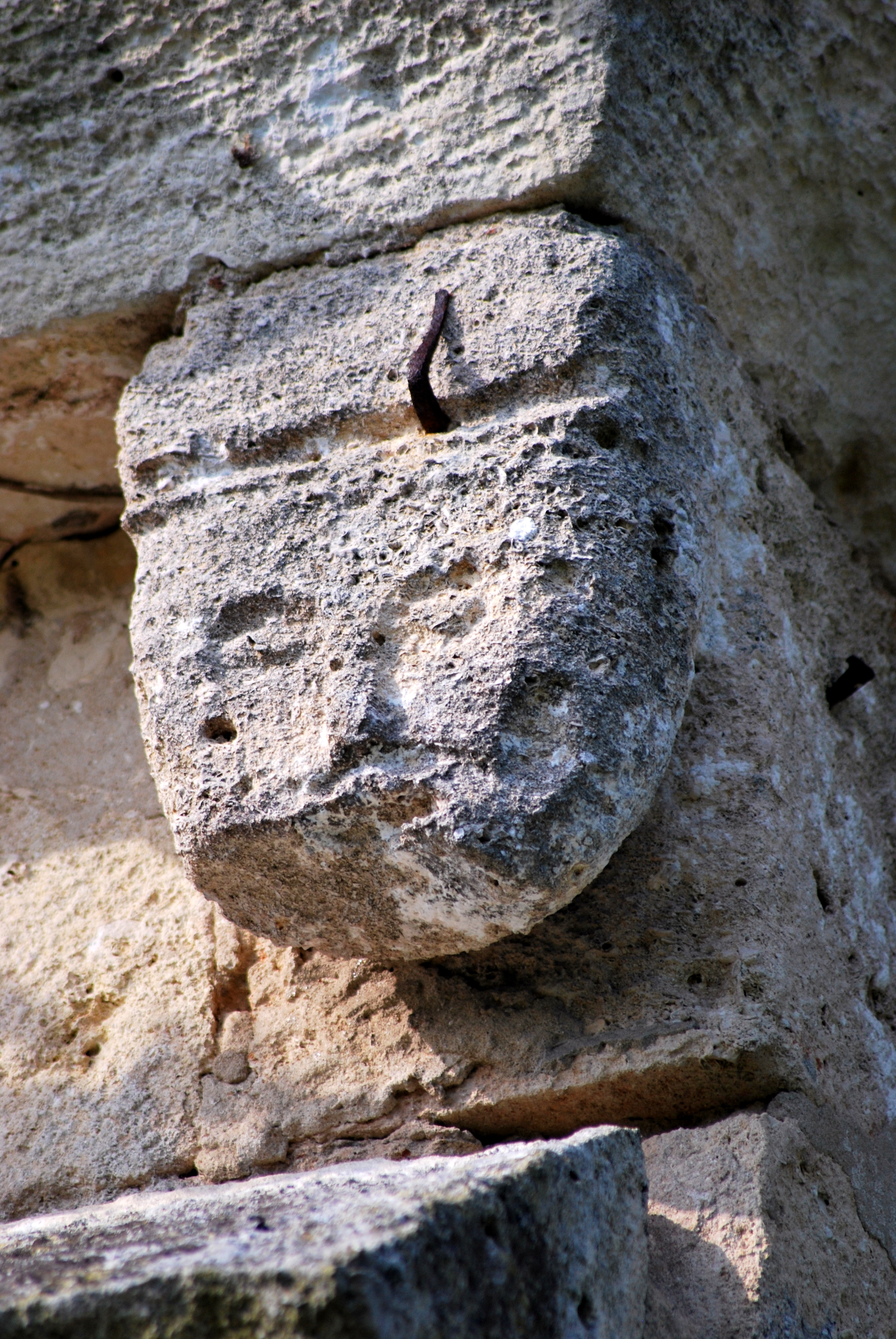
Modillon n°13
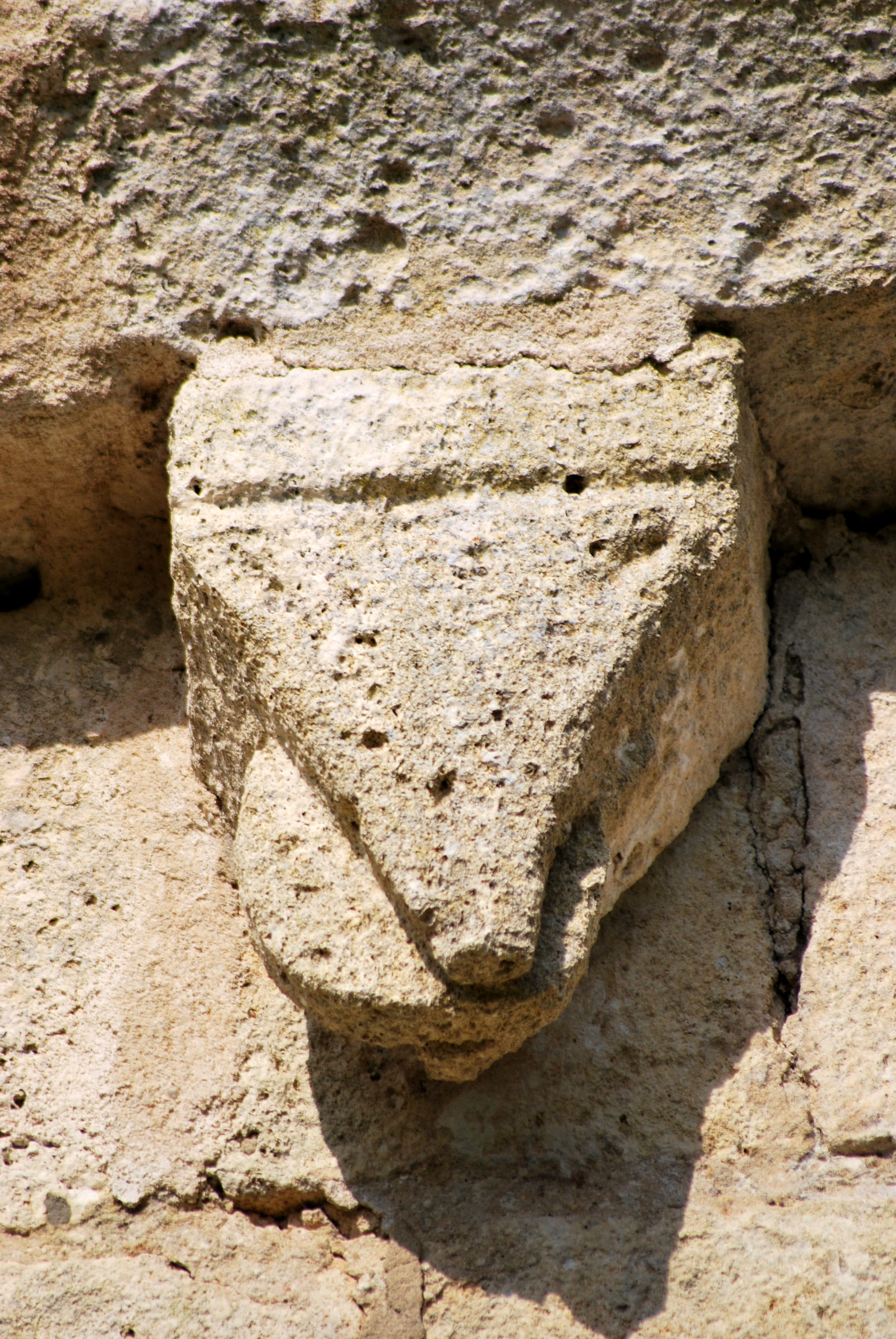
Modillon n°17
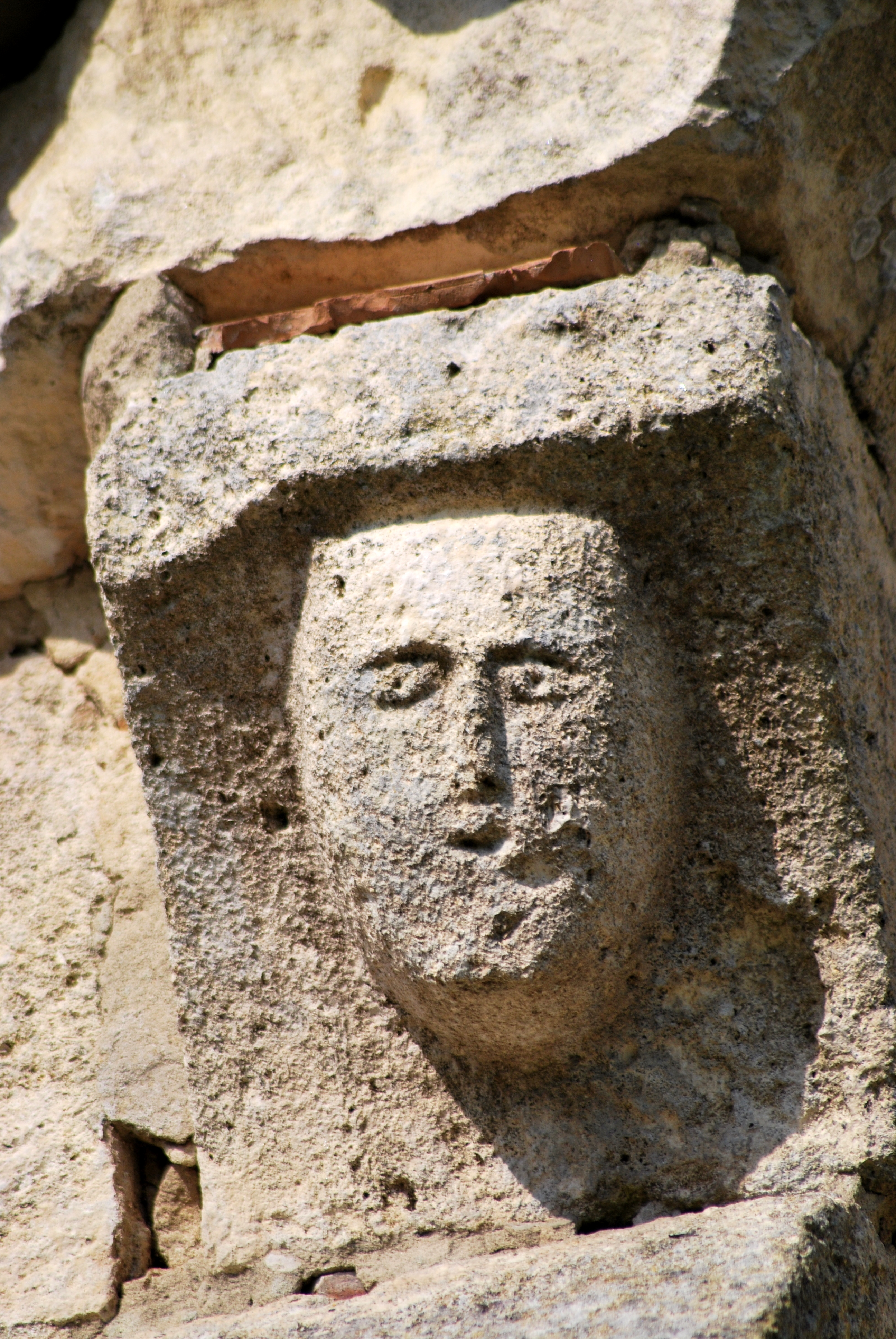
Modillon n°19

Église Saint-Pierre de Prignac
Elle a été construite dans la seconde moitié du XIXe siècle en style néo-gothique à la demande du cardinal Donnet.

Église Saint-Pierre de Prignac
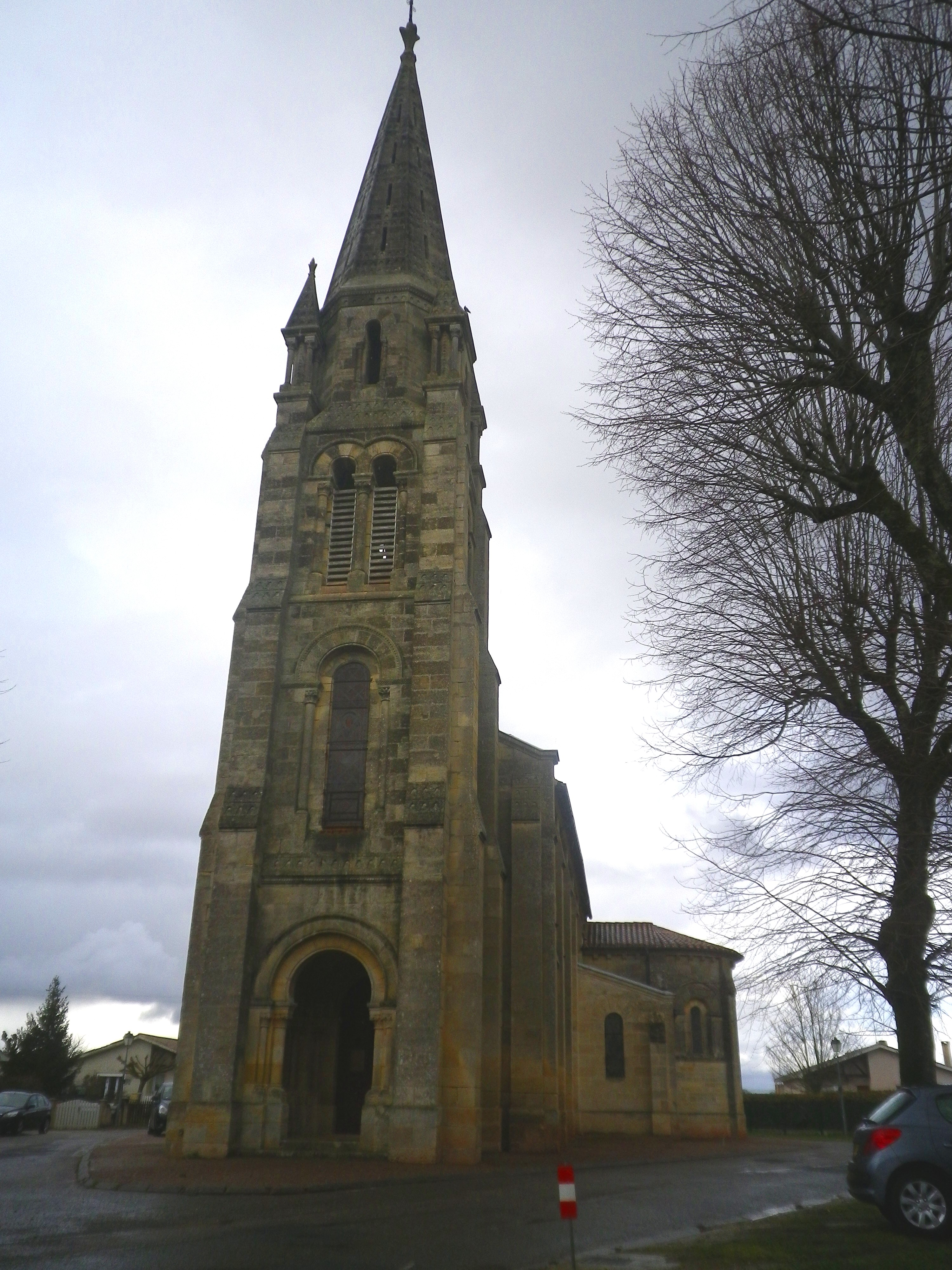
Église de Prignac.
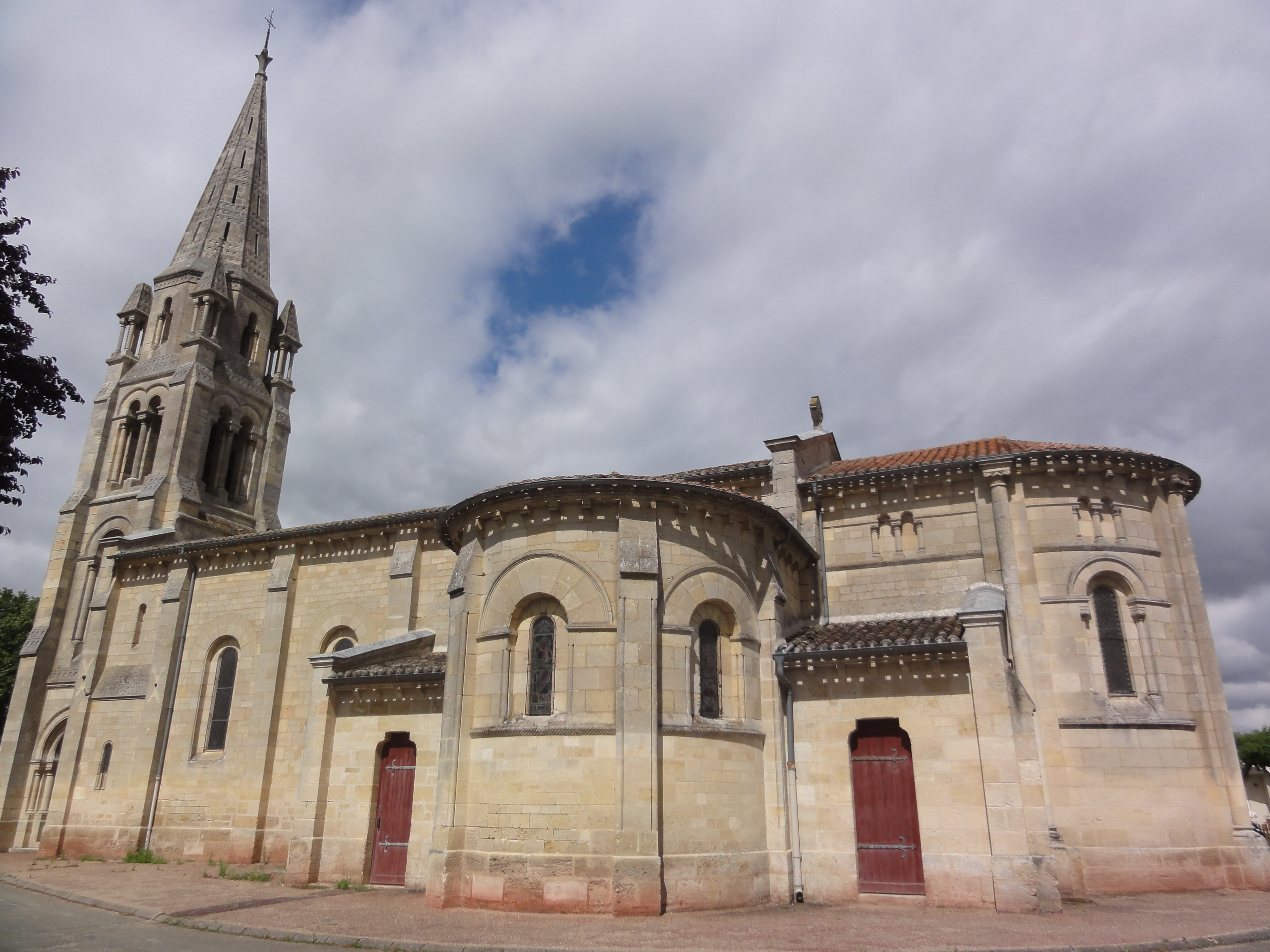
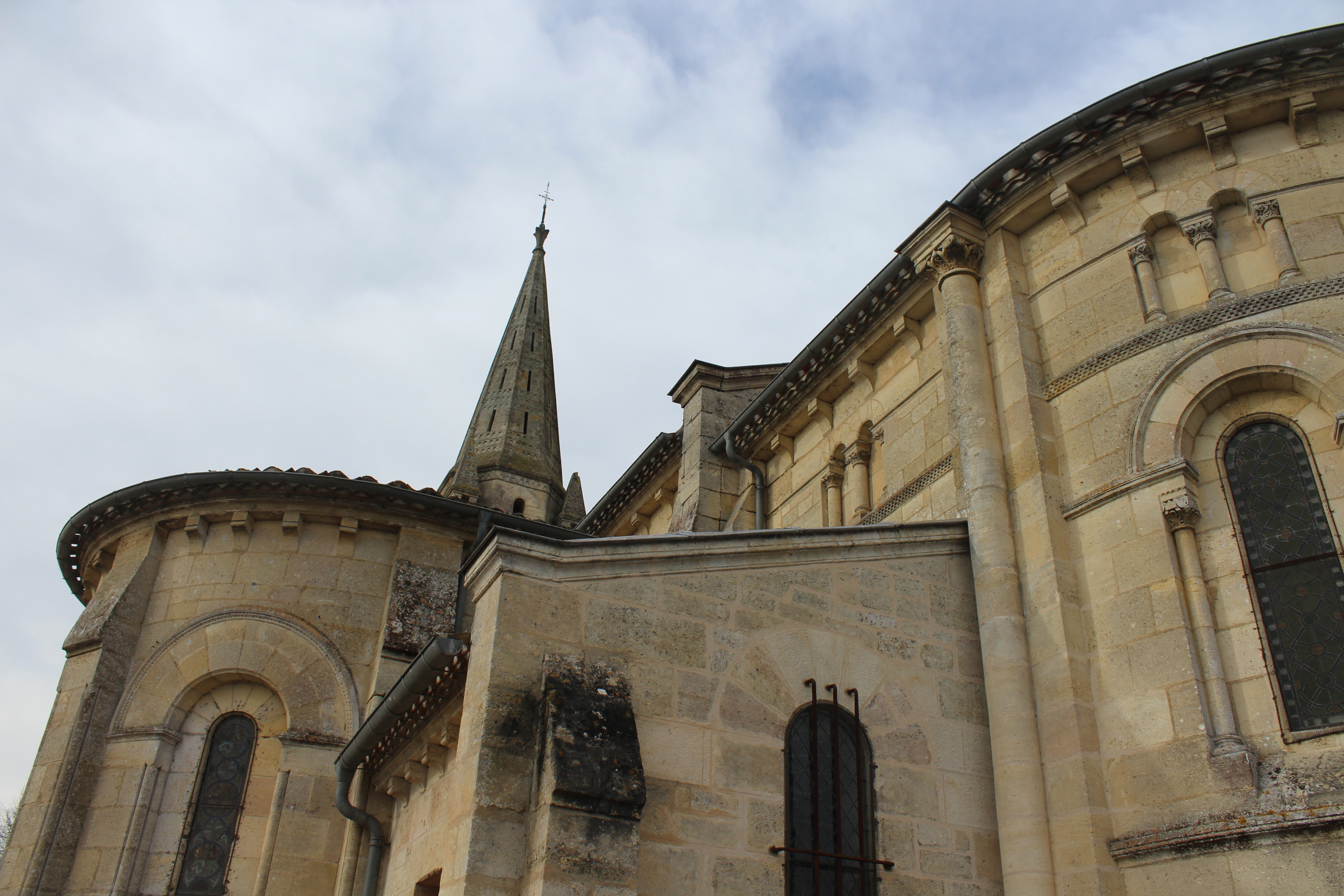

Église Saint-Michel de Marcamps
D'architecture romane, construite au XIIe siècle, agrandie au XVIIe siècle et restaurée au XIXe siècle, elle est devenue un établissement culturel pour manifestations diverses, concerts ou expositions par exemple.

Église Saint-Michel de Marcamps
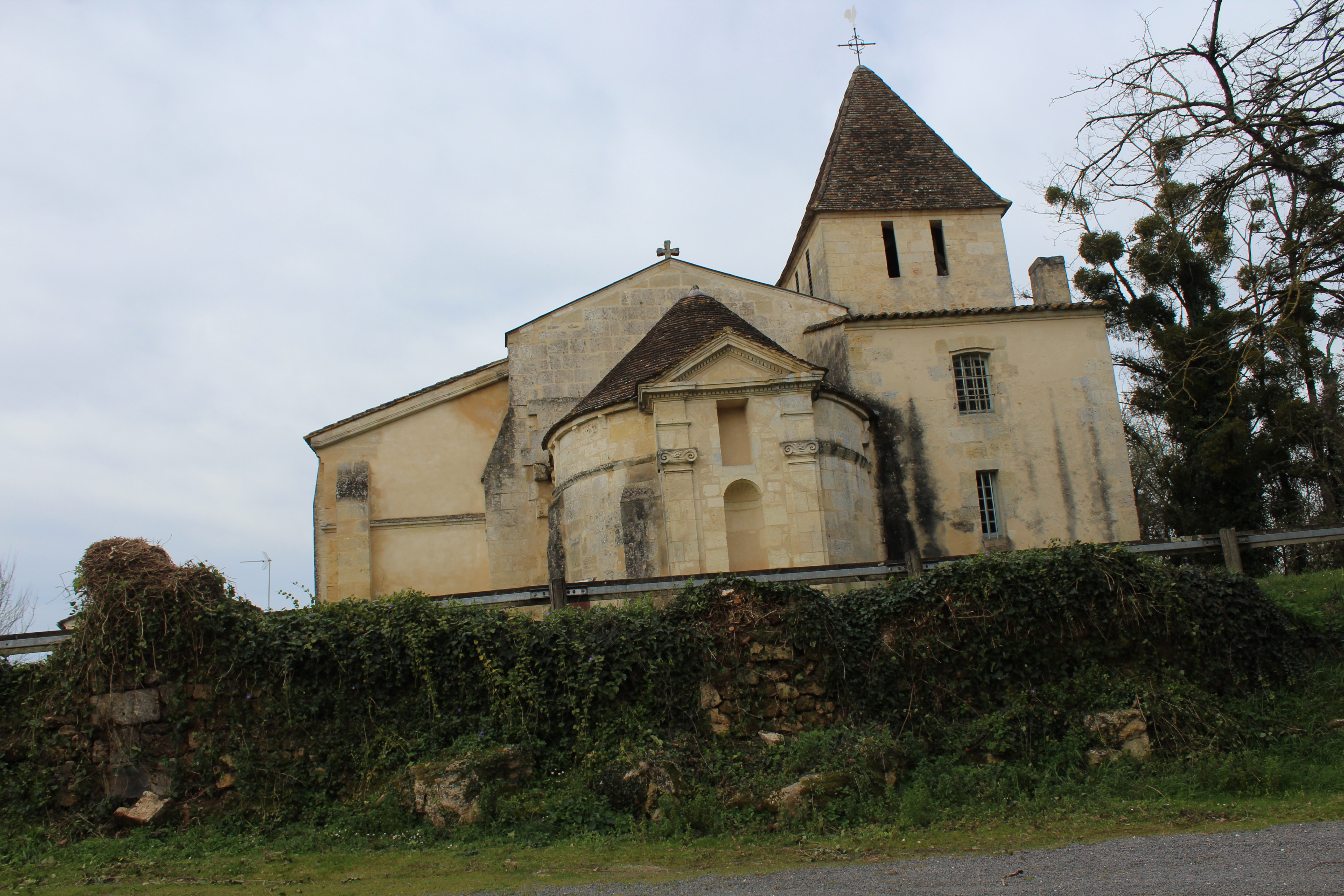
Église de Marcamps.
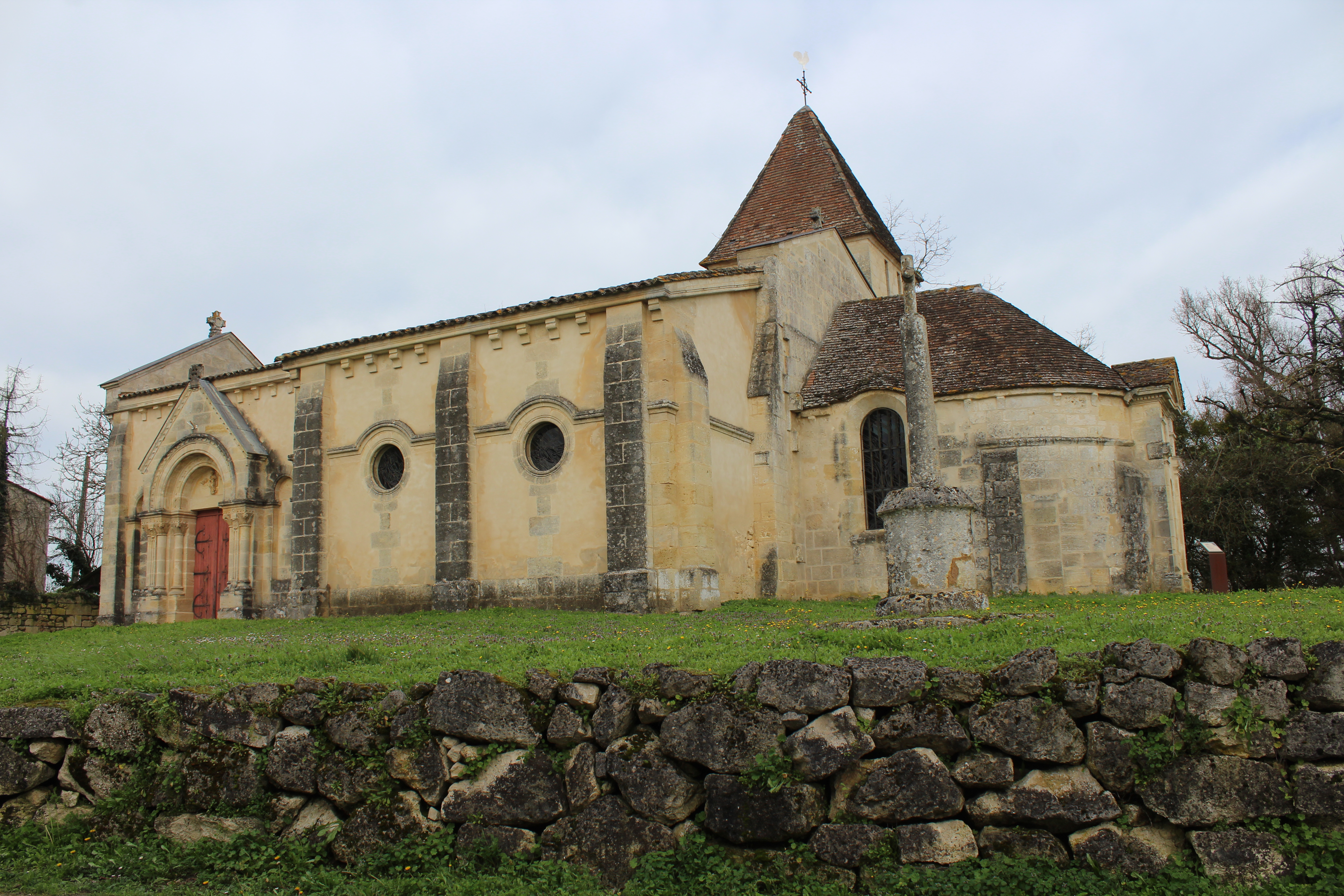
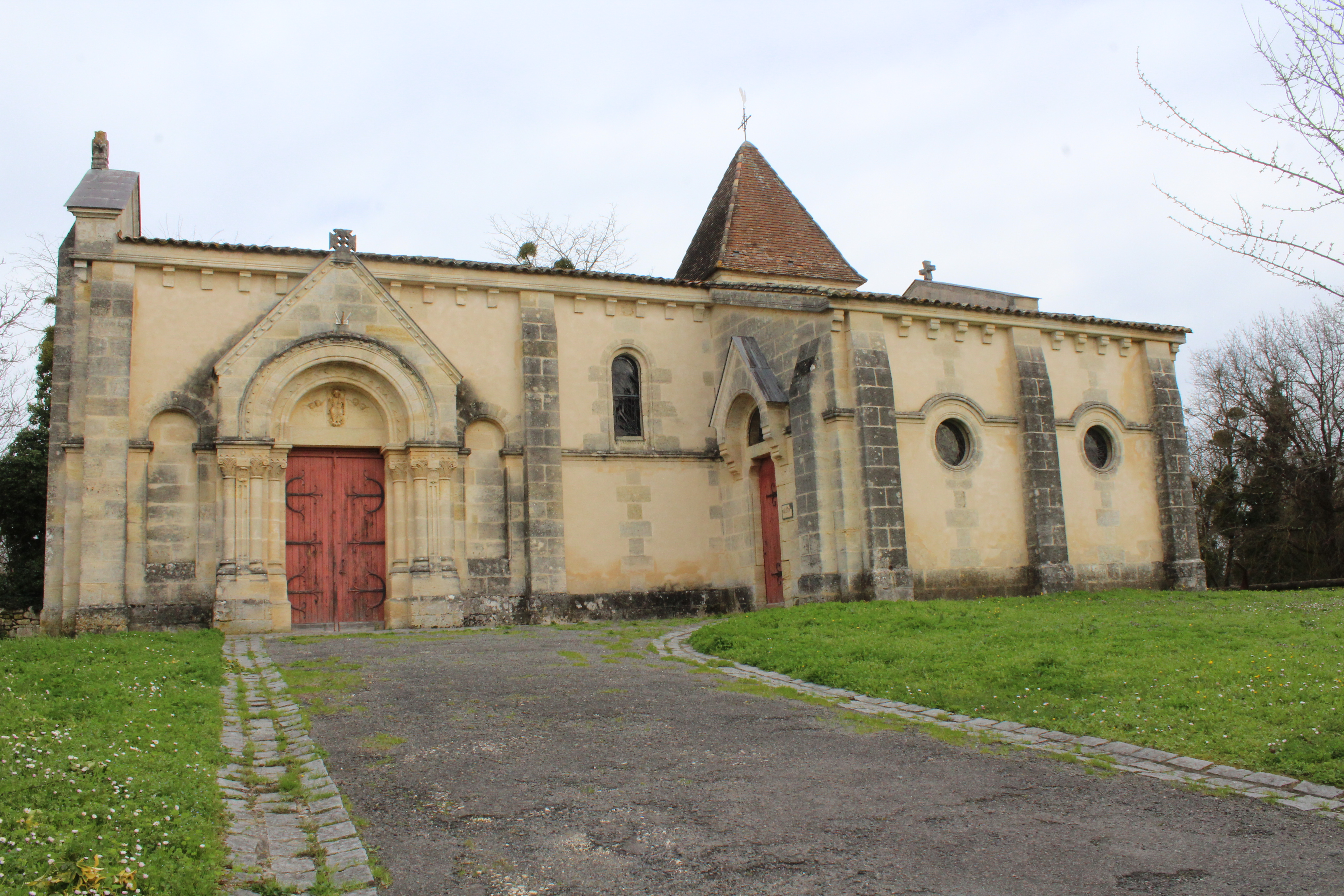

Château Grand Jour
Édifié en 1763 sur les bases d'une ancienne demeure, le château Grand-Jour a appartenu aux familles de Lavergne, Mirande de Peyredoulle et de Lachassaigne. En 1830, il est acheté par Pierre Castanet qui restaure la demeure. En 1986, Mme Gaignerot, sa descendante, vend le château. Il a été depuis le lieu de tournage du téléfilm La Bicyclette bleue avec Lætitia Casta, puis de la saga La Maison des Rocheville.

### Personnalités liées à la commune
- Charles Chaumet (1866-1932), homme d'état et militant républicain, l'un des fondateurs du radicalisme.
- Éric Jean-Jean (1967), animateur radio et TV.

### Héraldique
| Blason de Prignac-et-Marcamps | Blason  | D'argent au mammouth contourné au naturel défendu du champ sur une terrasse isolée de sinople, le tout soutenu de l'inscription PMC en lettres capitales d'argent accolées 2 et 1 et surmonté de l'inscription « PRIGNAC et MARCAMPS » de sable.      |
| Blason de Prignac-et-Marcamps | Détails | La représentation du mammouth renvoie à la période préhistorique et évoque la grotte de Pair-non-Pair ; les lettres P, M, C signifient Prignac, Marcamps, Cazelles. Officiel, présent sur le site internet de la commune (création : Raymond Prevot). |